# Путевая скорость
Путевая скорость летательного аппарата (ЛА) — скорость ЛА относительно земной поверхности. На её величину влияет ветер, который уменьшает или увеличивает скорость движения ЛА относительно земной поверхности.
Путевая скорость используется в целях аэронавигации, а также при отображении летательных аппаратов на экранах наземных радаров.
Путевая скорость самолёта может быть получена или вычислена экипажем несколькими различными способами:
- На основании визуального наблюдения наземных ориентиров и времени их пролёта.
- На основании истинной скорости, а также метеорологических данных о направлении и силе ветра на высоте полёта.
- На основании истинной скорости и величины сноса, полученной либо визуальным путём, либо при помощи доплеровского измерителя.
- На основании данных радионавигации.
- На основании данных инерциальной системы навигации.
- Напрямую при помощи приборов спутниковой навигации.
- Получена от службы управления воздушным движением.